# National Basketball Association
A National Basketball Association (em português:  Associação Nacional de Basquetebol; abreviação oficial: NBA) é a principal liga de basquetebol profissional da América do Norte. Com 30 franquias (29 nos Estados Unidos e 1 no Canadá), a NBA também é considerada a principal liga de basquete do mundo. É um membro ativo da USA Basketball (USAB), que é reconhecida pela FIBA (a Federação Internacional de Basquetebol) como a entidade máxima e organizadora do basquetebol nos Estados Unidos. A NBA é uma das 4 'major leagues' de esporte profissional na América do Norte. Os jogadores da NBA são os atletas mais bem pagos do mundo, por salário médio anual.
A liga foi fundada na cidade de Nova Iorque em 6 de Junho de 1946, como a Basketball Association of America (BAA). A liga adotou o nome de National Basketball Association em 1949 quando se fundiu com a rival National Basketball League (NBL). A liga tem diversos escritórios ao redor do mundo, além de vários dos próprios clubes fora da sede principal na Olympic Tower localizada na Quinta Avenida 645. Os estúdios da NBA Entertainment e da NBA TV são localizados em Secaucus, Nova Jérsia.
Atualmente a liga é transmitida em Portugal pela Sport TV e pela NBA TV, e no Brasil pela Band na TV aberta, e pela ESPN na TV fechada, além de transmissões no canal do YouTube (NBA Brasil) e no Streaming pelo Amazon Prime Video. Nos Estados Unidos, as emissoras são NBA TV, TNT e ESPN, além da transmissão dos principais jogos pela ABC. O pacote NBA League Pass, que permite ao assinante assistir todos os jogos da liga ao vivo e em alta definição, é disponibilizado para assinatura em todo o mundo.

## História

### Criação e fusão (1946–1956)
A BAA (Basketball Association of America) foi fundada em 1946 pelos proprietários das principais arenas de Hóquei no gelo no Nordeste e no Centro-Oeste dos Estados Unidos e Canadá. Em 1 de novembro de 1946, em Ontário, Canadá, o Toronto Huskies recebeu o New York Knickerbockers, no Maple Leaf Gardens, em um jogo que a NBA agora considera como o primeiro jogo em sua história. Apesar de ter havido tentativas anteriores de criar ligas de basquete profissional, incluindo a American Basketball League e a NBL, a BAA foi a primeira liga à tentar jogar em grandes arenas nas grandes cidades. Durante seus primeiros anos, a qualidade do jogo na BAA não foi significativamente melhor do que nas ligas concorrentes ou contra os principais clubes independentes, como o Harlem Globetrotters. Por exemplo, o finalista da ABL de 1948, Baltimore Bullets, mudou-se para a BAA e conquistou o título da liga em 1948, e o Minneapolis Lakers, campeão da NBL em 1948, ganhou o título da BAA em 1949.

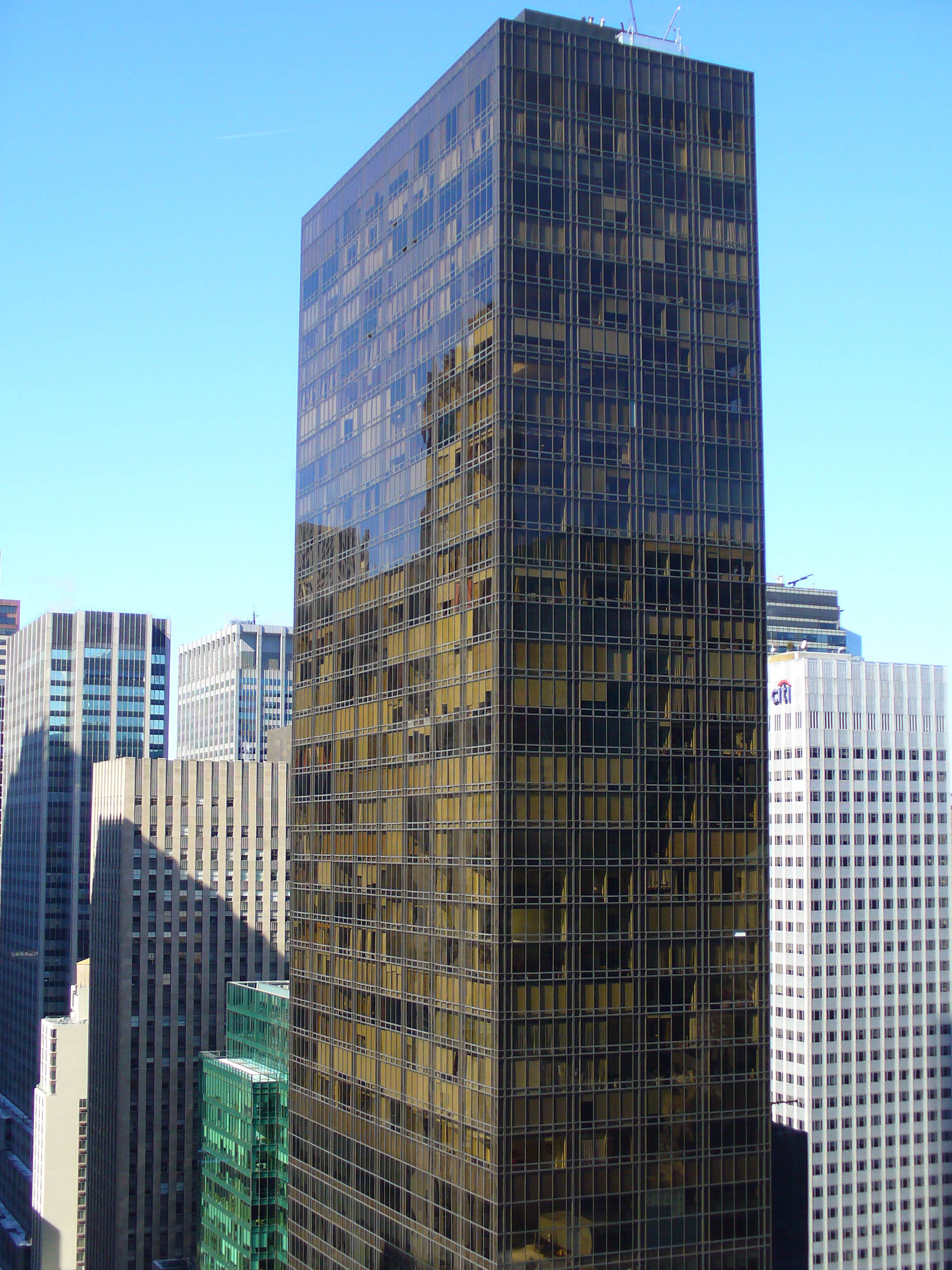
A sede da National Basketball Association na Olympic Tower localizada na Quinta Avenida 645, Midtown Manhattan, Nova York, EUA.

Em 3 de agosto de 1949, a BAA aceitou se fundir com a NBL, criando a nova National Basketball Association (NBA). A nova liga tinha 17 franquias localizadas em uma mistura de cidades grandes e pequenas, bem como grandes e pequenos ginásios. Em 1950, a NBA se consolidou em 11 franquias, um processo que continuou até 1953-54, quando o campeonato atingiu o seu menor tamanho de oito franquias, os quais todos ainda estão na liga (New York Knicks, Boston Celtics, Golden State Warriors, Los Angeles Lakers, Sacramento Kings, Detroit Pistons, Atlanta Hawks, e Philadelphia 76ers). O processo de contração fez com que as franquias das menores cidades se movessem para grandes mercados. Os Hawks saíram de Tri-Cities (conhecidas como Quad Cities) para Milwaukee em 1951 e então para St. Louis, Missouri em 1955; os Royals foram de Rochester para Cincinnati (em 1957); e os Pistons de Fort Wayne, Indiana para Detroit (em 1957).
Enquanto isso, o Nipo-americano Wataru Misaka quebrou a barreira de raças na NBA na temporada 1948-49 quando jogou pelos New York Knicks, 1950 é conhecido como o ano em que a NBA se integrou. Em 26 de Abril de 1950, Harold Hunter assinou com os Washington Capitols, se tornando o primeiro Afro-americano a assinar um contrato com qualquer time na NBA na história. Hunter foi cortado durante o training camp, porém vários Afro-americanos começaram a jogar na liga no final daquele ano, como Chuck Cooper com os Celtics, Nathaniel Clifton com os Knicks e Earl Lloyd com os Washington Capitols. Nesse meio tempo, os Minneapolis Lakers, liderados pelo pivô George Mikan, ganhou 5 títulos da NBA e estabilizou o time pela primeira dinastia da NBA. Para encorajar os arremessos e desencorajar "calmaria", a NBA criou o cronômetro de 24 segundos em 1954. Se um time não tentar um arremesso (ou não encostar no aro), em 24 segundos de jogada, a jogada acaba e a posse de bola passa para seu oponente.

### Dominância dos Celtics, expansão da liga e concorrência (1956–1979)
Em 1957, o pivô rookie Bill Russell se juntou aos Boston Celtics, que já possuía membros como o armador Bob Cousy e o técnico Red Auerbech, e levou o clube à 11 títulos da NBA em 13 temporadas. O pivô Wilt Chamberlain entrou na liga em 1959 no Warriors e se tornou a grande estrela individual dos anos 1960, estabelecendo o novo recorde de pontos em um jogo (100) e rebotes num jogo (55), recordes mantidos até hoje. A rivalidade Chamberlain-Russell se tornou uma das maiores da história de todos os esportes americanos.

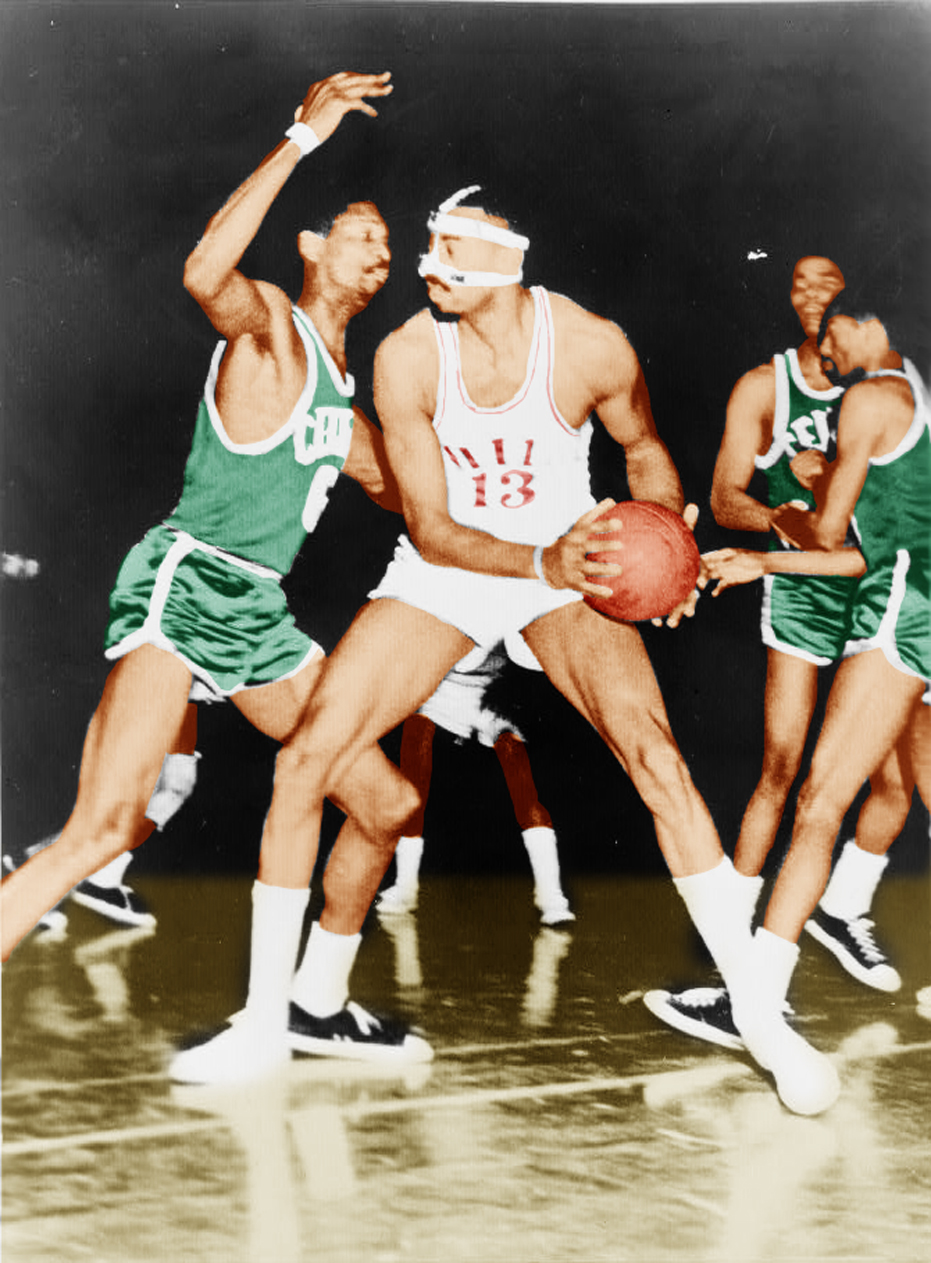
Bill Russell guardando Wilt Chamberlain em 1966.

Os anos 1960 foram dominados pelos Celtics. Liderados por Russell, Cousy e Auerbech, Boston ganhou 8 títulos seguidos da NBA entre 1959-66. Essa série de títulos é a maior da história da liga. Eles não ganharam o título em 1966-67, mas ganharam em 1967-68 e novamente em 1968-69. A dominação totalizou 9 títulos na década de 1960.
Durante esse período, a NBA continuou a se fortalecer com a mudança dos Minneapolis Lakers para Los Angeles, dos Philadelphia Warriors para San Francisco, do Syracuse Nationals para Filadélfia para se tornar o Philadelphia 76ers, e dos St. Louis Hawks se mudando para Atlanta, assim como a adição de seu primeiro clube de expansão. Os Chicago Packers (agora Washington Wizards) se tornou o nono time da NBA em 1961. Entre 1966 e 1968, a liga se expandiu de 9 para 14 times, criando Chicago Bulls, Seattle SuperSonics (hoje Oklahoma City Thunder), San Diego Rockets (que se mudou para Houston quatro anos depois), Milwaukee Bucks e Phoenix Suns.
No ano de 1967, a NBA começou a ser desafiada por uma liga rival, com o surgimento da American Basketball Association (ABA). As ligas começaram uma guerra de ofertas à jogadores. Quem lucrou com isso foram os jogadores, que puderam fazer verdadeiros leilões entre as duas ligas para conseguir contratos milionários. A NBA ganhou a estrela do basquete universitário da época, Kareem Abdul-Jabbar (na época conhecido como Lew Acindor). Porém, o líder em pontos na NBA, Rick Barry, foi para a ABA, assim como fizeram quatro árbitros veteranos - Norm Drucker, Earl Strom, John Vanak e Joe Gushue.
Em 1969, Alan Siegel, que criou o logo de Jerry Dior na Major League Baseball um ano antes, criou o logo moderno da NBA, inspirado pelo da MLB. Ele incorpora a silhueta do lendário Jerry West, baseada numa foto tirada por Wen Roberts, porém os representantes da NBA negaram que isso tenha sido a influência de um jogador em particular porque, de acordo com Siegel, "Eles queriam institucionalizar isso mais do que queriam individualizar. Isso se tornou uma coisa obliqua, um símbolo clássico e um ponto vital da identidade da liga e de seu programa de licenciamento, que eles não queriam necessariamente identificar com um único jogador." O logo simbólico estreou em 1971 e viria a continuar a ser uma marca registrada da NBA.
A ABA foi bem-sucedida em assinar com um maior número de estrelas na década de 1970, incluindo Julius Erving do Virginia Squires, em grande parte por ter sucesso em assinar com universitários. A NBA se expandiu rápido durante esse período, com o propósito de chegar mais às grandes cidades. De 1966 a 1974, a liga se expandiu de nove franquias para 18. Em 1970, Portland Trail Blazers, Cleveland Cavaliers, e Buffalo Braves (agora Los Angeles Clippers) estrearam na liga, à levando a 17 franquias. O New Orleans Jazz (hoje Utah Jazz), chegou em 1974 para levar a liga à 18 equipes. Após a temporada de 1975-76, as ligas (ABA e NBA) chegaram a um acordo para realizar uma fusão, que trouxe quatro times da ABA para a NBA, aumentando a quantidade de equipes na época para 22. As franquias adicionadas foram San Antonio Spurs, Denver Nuggets, Indiana Pacers e New York Nets (atual Brooklyn Nets). Algumas das grandes estrelas da época foram Kareem Abdul-Jabbar, Rick Barry, Dave Cowens, Julius Erving, Elvin Hayes, Walt Frazier, Moses Malone, Artis Gilmore, George Gervin, Dan Issel e Pete Maravich. O fim da década, porém, viu números de TV baixos, baixo público nas arenas e problemas com doping, que fizeram a liga decair.

### Ascensão na popularidade (1979–1998)
A liga adiciona o inovador arremesso de três pontos do ABA para abrir mais o jogo em 1979. O mesmo ano, os calouros Larry Bird e Magic Johnson se juntaram aos Celtics e aos Lakers, respectivamente, iniciando um período de aumento significativo no interesse dos fãs através dos Estados Unidos e do mundo. Em 1984, eles jogaram um contra o outro pela primeira vez nas finais da NBA. Johnson, junto de Kareem Abdul-Jabbar e James Worthy, liderou os Lakers a cinco títulos da NBA e Bird, junto de Kevin McHale e Robert Parish, levou a equipe a três títulos. Também no começo dos anos 80, a NBA adicionou um novo time de expansão, o Dallas Mavericks, levando a quantidade de equipes a 23. Outras equipes de destaque foram o 76ers de Julius "Dr. J" Erving, campeão em 1983 e o Detroit Pistons que com um time muito físico apelidado "Bad Boys", liderados por Isiah Thomas, Chuck Daly e Dennis Rodman, chegou a três finais seguidas e dois títulos em 1989 e 1990. David Stern assumiu o cargo de comissário da liga em 1 de Abril de 1984 e comandou a expansão e crescimento da NBA para um nível global.
Hakeem Olajuwon entrou na liga em 1984 com o Houston Rockets, fornecendo uma estrela ainda mais popular para ajudar o aumento de interesse na liga. Isso resultou em mais cidades interessadas em ter uma equipe pertencente a ela. Em 1988 e 1989, quatro cidades tiveram seu desejo realizado com Charlotte Hornets, Miami Heat, Orlando Magic e Minnesota Timberwolves fazendo suas estreias na NBA, fazendo um total de 27 equipes. Após três anos seguidos perdendo para o Pistons, o Chicago Bulls de Michael Jordan e Scottie Pippen, junto com o técnico Phil Jackson, se tornariam a equipe dominante dos anos 90, com seis campeonatos entre 1991 e 1998, sendo duas sequências de três títulos. Olajuwon venceu dois títulos consecutivos com os Rockets em 1994 e 1995.
A equipe de basquetebol das Olimpíadas de 1992, o Dream Team, foi o primeiro a usar as estrelas da NBA, com Michael Jordan na liderança, junto com Magic, Bird, David Robinson, Patrick Ewing, Scottie Pippen, Clyde Drexler, Karl Malone, John Stockton, Chris Mullin, Charles Barkley e Christian Laettner. Onze jogadores do Dream Team foram introduzidos ao Basketball Hall of Fame.
Em 1995, a NBA expandiu para o Canadá com a adição do Vancouver Grizzlies e do Toronto Raptors. Em 2001, o Vancouver Grizzlies se realocou para Memphis, o que deixou os Raptors como a única franquia canadense na liga. Em 1996, a NBA criou a liga feminina, a Women's National Basketball Association (WNBA). Em 1998, os donos de equipes da NBA começaram um lockout (greve), que durou 191 dias e teve fim em 18 de Janeiro de 1999. Como resultado, a temporada da NBA de 1998-99 foi reduzida de 82 para 50 jogos (61% de uma temporada normal) e o All-Star Game foi cancelado. O San Antonio Spurs venceu seu primeiro campeonato, e o primeiro de uma equipe antiga da ABA, derrotando o New York Knicks, que foi o primeiro e até hoje o único oitavo colocado de uma conferência a chegar às Finais da NBA.

### Anos recentes e internacionalização (1998–presente)

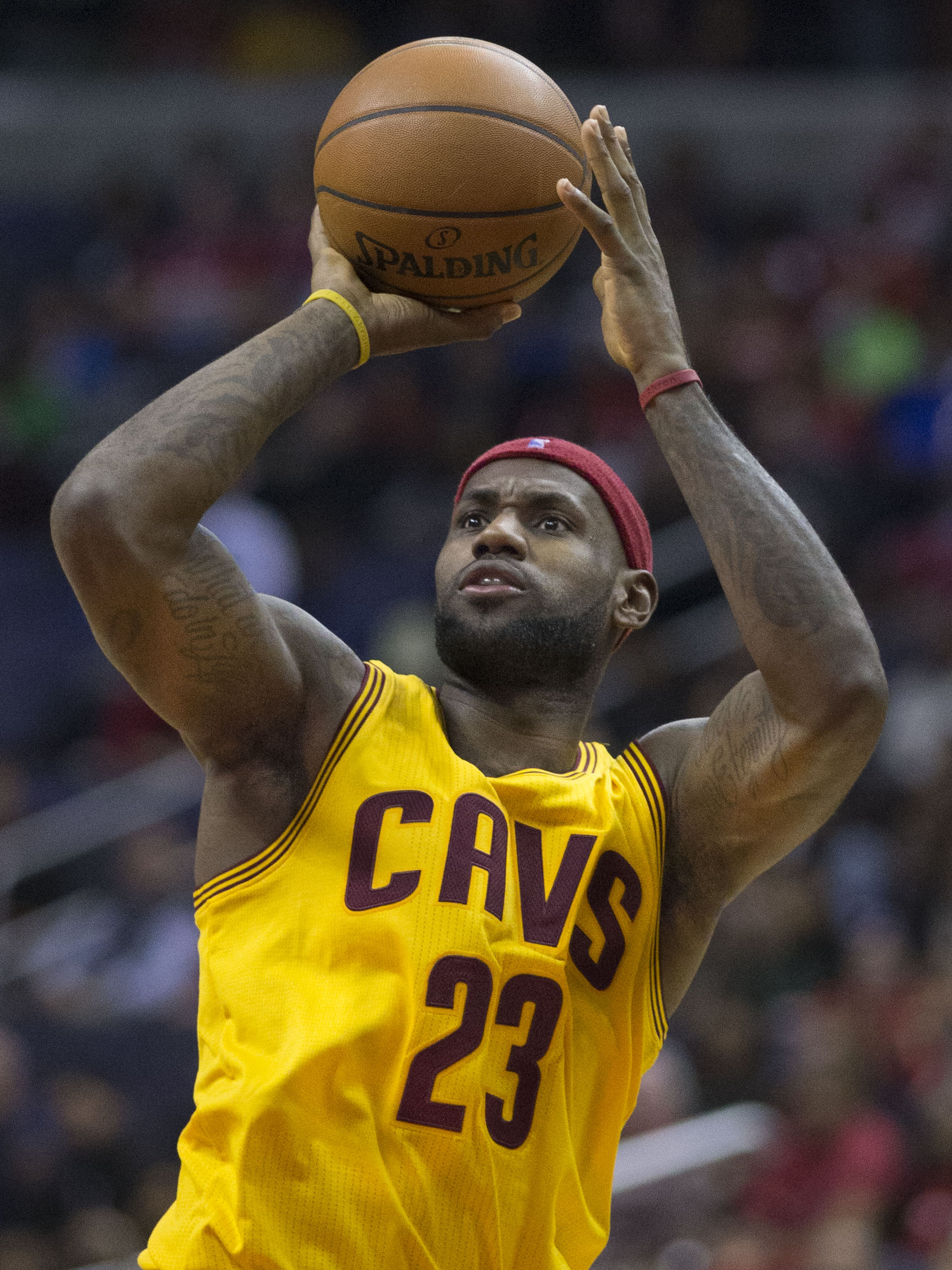
LeBron James, campeão por três equipes diferentes e quatro vezes na lista das 100 pessoas mais influentes do mundo.

A liga começou a década de 2000 a investir na importação de grandes jogadores de diversas nações, como o espanhol Pau Gasol, o chinês Yao Ming, o alemão Dirk Nowitzki, o brasileiro Leandrinho Barbosa e o argentino Manu Ginóbili. A maioria dos jogadores de países de língua inglesa jogam em universidades americanas antes de ir para NBA, como o canadense MVP de 2005 e 2006 Steve Nash, e o australiano Andrew Bogut. Assim a NBA consegue um público internacional cada vez maior, sendo transmitida para 215 países por 90 canais em 47 idiomas.
A NBA chegou ao número atual de 30 equipes com a fundação do Charlotte Bobcats em 2004 para compensar a saída do Hornets para Nova Orleans em 2002. Outras relocações incluíram a saída do Grizzlies do Canadá para Memphis em 2001, a mudança do SuperSonics para Oklahoma City (que havia abrigado o Hornets enquanto Nova Orleans se recuperava do Furacão Katrina) para se tornar o Oklahoma City Thunder em 2008, e o returno dos New Jersey Nets para Nova York como Brooklyn Nets em 2012.

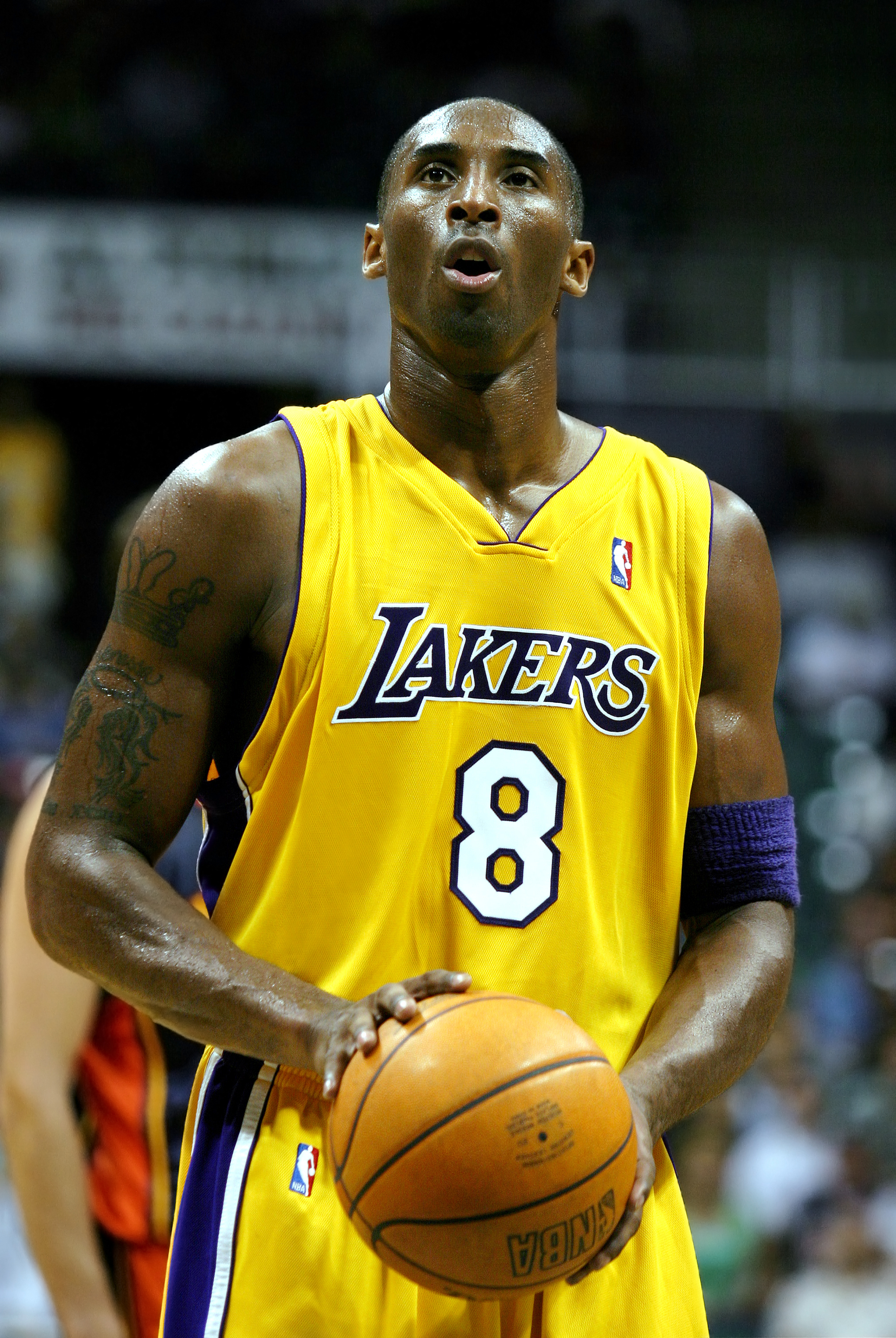
Kobe Bryant venceu cinco títulos em seus vinte anos.

Phil Jackson foi contratado pelo Lakers e retornou o time de Los Angeles à proeminência na liga, com Kobe Bryant e Shaquille O'Neal vencendo três campeonatos seguido entre 2000 e 2002. Em seguida o Spurs de Duncan e o técnico Gregg Popovich, mais Manu Ginóbili e o francês Tony Parker (primeiro jogador a ser escolhido melhor das finais) ganhou três campeonatos em seis anos. O defensivo Detroit Pistons de Chauncey Billups, Richard "Rip" Hamilton e Tayshaun Prince levou o título de 2004.
Contratações para a formação de supertimes levaram à títulos do Miami Heat em 2006 - reforçando Dwyane Wade com O'Neal, Gary Payton e Alonzo Mourning - e do Celtics em 2008 - acrescentando Ray Allen e Kevin Garnett à estrela do time, Paul Pierce. Em seguida Jackson se tornaria o técnico mais vitorioso da história da NBA com um bicampeonato do Lakers de Bryant, Pau Gasol e Derek Fisher.

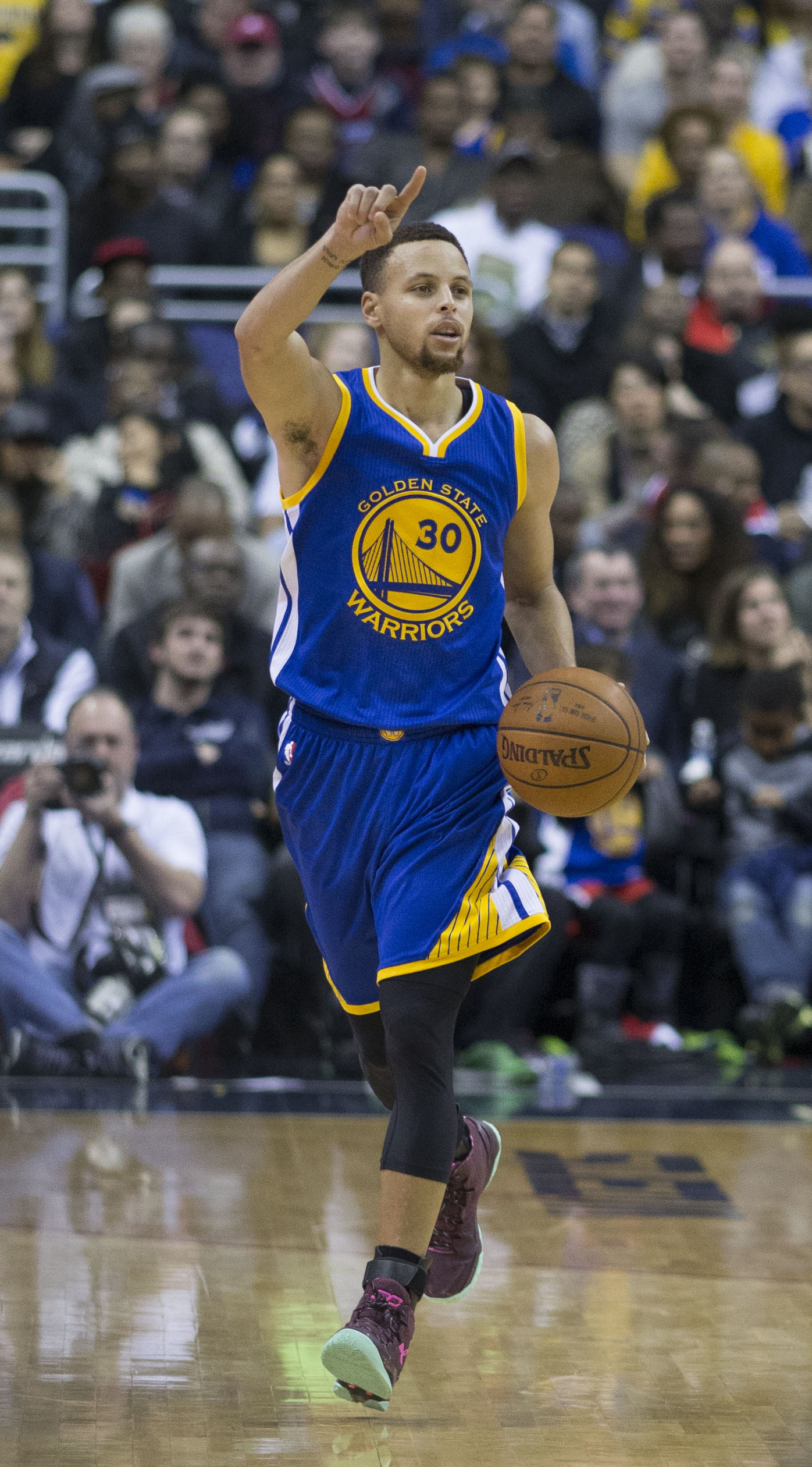
Stephen Curry revolucionou a liga empregando as bolas de 3 pontos com mais frequência nas estratégias das equipes. Steph é o maior arremessador da NBA, foi campeão 4 vezes e 2 vezes MVP.

Após o título do Lakers, começou uma era dominada por LeBron James, que já tinha levado o Cleveland Cavaliers para a final de 2007 (perdida para o Spurs). Desejando ganhar títulos, assinou com o Miami Heat, que renovou com Dwyane Wade e atraiu Chris Bosh em um investimento pesado para garantir novos campeonatos. De cara alcançaram a final de 2011, perdida para o Dallas Mavericks de Dirk Nowitzki, Jason Terry e Jason Kidd. Porém em seguida o Heat venceu dois títulos consecutivos, em 2012 sobre o Thunder de Kevin Durant e Russell Westbrook (em uma temporada encurtada por mais uma greve no final de 2011) e em 2013 sobre os San Antonio Spurs, após forçar uma virada no jogo 6. Em 2014, a final foi novamente Heat contra os Spurs, desta vez com vitória de San Antonio, garantindo seu quinto título. Após a derrota, James decidiu voltar ao Cavaliers, considerando que a única conquista que lhe faltava era um título para o time de sua cidade natal. Acompanhado de Kyrie Irving e Kevin Love, James se tornou o primeiro jogador desde Bill Russell na década de 60 a alcançar 5 finais consecutivas. Seu adversário na final era o Golden State Warriors, que com forte elenco liderado por Stephen Curry e Klay Thompson e muitas baixas por lesão no Cavs, conseguiu o tetracampeonato 40 anos depois do último título. Na temporada seguinte, os Warriors quebraram o recorde de vitórias do Bulls de 1995-96 com 73, e na final contra os Cavaliers abriram 3 a 1, mas James liderou uma virada de Cleveland que conseguiu seu primeiro campeonato. As duas finais seguintes tiveram Warriors e Cavaliers de novo, com a equipe da Califórnia ganhando duas vezes, com James em seguida indo para o Los Angeles Lakers. 2019 teve a quinta final seguida dos Warriors, mas o Toronto Raptors de Kawhi Leonard levou o título, que também foi o primeiro campeonato de um time canadense nas ligas norte-americanas desde 1993.
2020 começou com a tragédia da morte de Kobe Bryant em um acidente de helicóptero, e quando a pandemia de COVID-19 se intensificou a temporada acabou suspensa. Apenas em 31 de julho a NBA se resumiu em uma "Bolha" no ESPN Wide World of Sports Complex na Walt Disney World, em Orlando, onde após alguns jogos extras para determinar os últimos qualificados para a pós-temporada começaram os playoffs. A final viu o Los Angeles Lakers vencer o Miami Heat, marcando o 17° título do Lakers, empatando em conquistas com o Celtics, e LeBron James virou o primeiro jogador a ser eleito melhor das finais por três times diferentes. 2021 ainda teve restrições por COVID, e fechou com uma final em que o Milwaukee Bucks de Giannis Antetokounmpo venceu o Phoenix Suns para seu primeiro título desde 1971, na primeira final desde aquele ano em que nenhum dos jogadores em quadra tinha um título. 2022 marcou o retorno do Warriors para a final, vencendo o Boston Celtics. Em 2023, o Denver Nuggets de Nikola Jokić conquistou seu primeiro título, vencendo o Miami Heat. Em 2024 o Boston Celtics com um time apresentando um basquete extremamente coletivo venceu a liga em uma final de 5 jogos contra o Dallas Mavericks se isolando novamente como maior campeão com 18 títulos, tendo Jaylen Brown como o MVP das finais.

## Times
A NBA se originou em 1946 com 11 times e, por meio de uma sequência de expansões, reduções e realocações de times, atualmente consiste em 30 times. Os Estados Unidos abrigam 29 times; um outro está no Canadá.
A atual organização da liga divide 30 times em duas conferências de três divisões com cinco times cada. O alinhamento divisionário atual foi introduzido na temporada 2004–05. Refletindo a distribuição da população dos Estados Unidos e do Canadá como um todo, a maioria das equipes está na metade oriental do país: 13 equipes estão fuso horário do leste, nove no central, três no de montanha e cinco no Pacífico.
| Atlântico         | Boston Celtics         | Boston, Massachusetts              | TD Garden                  | 19.156 | 1946  | 1946  |
| Atlântico         | Brooklyn Nets          | Cidade de Nova Iorque, Nova Iorque | Barclays Center            | 17.732 | 1967* | 1976  |
| Atlântico         | New York Knicks        | Cidade de Nova Iorque, Nova Iorque | Madison Square Garden      | 19.812 | 1946  | 1946  |
| Atlântico         | Philadelphia 76ers     | Filadélfia, Pensilvânia            | Wells Fargo Center         | 20.478 | 1946* | 1949  |
| Atlântico         | Toronto Raptors        | Toronto, Ontário                   | Scotiabank Arena           | 19.800 | 1995  | 1995  |
| Central           | Chicago Bulls          | Chicago, Illinois                  | United Center              | 20.917 | 1966  | 1966  |
| Central           | Cleveland Cavaliers    | Cleveland, Ohio                    | Rocket Mortgage Fieldhouse | 19.432 | 1970  | 1970  |
| Central           | Detroit Pistons        | Detroit, Michigan                  | Little Caesars Arena       | 20.332 | 1941* | 1948  |
| Central           | Indiana Pacers         | Indianápolis, Indiana              | Gainbridge Fieldhouse      | 17.923 | 1967  | 1976  |
| Central           | Milwaukee Bucks        | Milwaukee, Wisconsin               | Fiserv Forum               | 17.341 | 1968  | 1968  |
| Sudeste           | Atlanta Hawks          | Atlanta, Geórgia                   | State Farm Arena           | 16.600 | 1946* | 1949  |
| Sudeste           | Charlotte Hornets      | Charlotte, Carolina do Norte       | Spectrum Center            | 19.077 | 1988* | 1988* |
| Sudeste           | Miami Heat             | Miami, Flórida                     | FTX Arena                  | 19.600 | 1988  | 1988  |
| Sudeste           | Orlando Magic          | Orlando, Flórida                   | Amway Center               | 18.846 | 1989  | 1989  |
| Sudeste           | Washington Wizards     | Washington, D.C.                   | Capital One Arena          | 20.356 | 1961* | 1961* |
| Conferência Oeste |                        |                                    |                            |        |       |       |
| Noroeste          | Denver Nuggets         | Denver, Colorado                   | Ball Arena                 | 19.520 | 1967  | 1976  |
| Noroeste          | Minnesota Timberwolves | Minneapolis, Minnesota             | Target Center              | 18.798 | 1989  | 1989  |
| Noroeste          | Oklahoma City Thunder  | Oklahoma City, Oklahoma            | Paycom Center              | 18.203 | 1967* | 1967* |
| Noroeste          | Portland Trail Blazers | Portland, Oregon                   | Moda Center                | 19.393 | 1970  | 1970  |
| Noroeste          | Utah Jazz              | Salt Lake City, Utah               | Vivint Arena               | 18.306 | 1974* | 1974* |
| Pacífico          | Golden State Warriors  | São Francisco, Califórnia          | Chase Center               | 18.064 | 1946* | 1946* |
| Pacífico          | Los Angeles Clippers   | Los Angeles, Califórnia            | Crypto.com Arena           | 19.079 | 1970* | 1970* |
| Pacífico          | Los Angeles Lakers     | Los Angeles, Califórnia            | Crypto.com Arena           | 19.079 | 1947* | 1948  |
| Pacífico          | Phoenix Suns           | Phoenix, Arizona                   | Footprint Center           | 16.645 | 1968  | 1968  |
| Pacífico          | Sacramento Kings       | Sacramento, Califórnia             | Golden 1 Center            | 17.608 | 1923* | 1948  |
| Sudoeste          | Dallas Mavericks       | Dallas, Texas                      | American Airlines Center   | 19.200 | 1980  | 1980  |
| Sudoeste          | Houston Rockets        | Houston, Texas                     | Toyota Center              | 18.055 | 1967* | 1967* |
| Sudoeste          | Memphis Grizzlies      | Memphis, Tennessee                 | FedExForum                 | 18.119 | 1995* | 1995* |
| Sudoeste          | New Orleans Pelicans   | Nova Orleans, Luisiana             | Smoothie King Center       | 16.867 | 2002* | 2002* |
| Sudoeste          | San Antonio Spurs      | San Antonio, Texas                 | AT&T Center                | 18.418 | 1967* | 1976  |

Notas
1. Um asterisco (*) denota uma mudança de franquia. Consulte os respectivos artigos da equipe para obter mais informações.
2. O Fort Wayne Pistons, Minneapolis Lakers e Rochester Royals juntaram-se à NBA (BAA) em 1948 da NBL.
3. O Syracuse Nationals e Tri-Cities Blackhawks juntaram-se à NBA em 1949 como parte da absorção BAA–NBL.
4. O Indiana Pacers, New York Nets, San Antonio Spurs, e Denver Nuggets juntaram-se à NBA em 1976 como parte da fusão ABA–NBA.
5. O Charlotte Hornets é considerado uma continuação da franquia original de Charlotte, que suspendeu as operações em 2002 e voltou à liga em 2004. Eles eram conhecidos como Bobcats de 2004 a 2014. Os New Orleans Pelicans são considerados estabelecidos como uma equipe de expansão em 2002, originalmente conhecida como New Orleans Hornets até 2013.

## Formato da competição

### Drafts

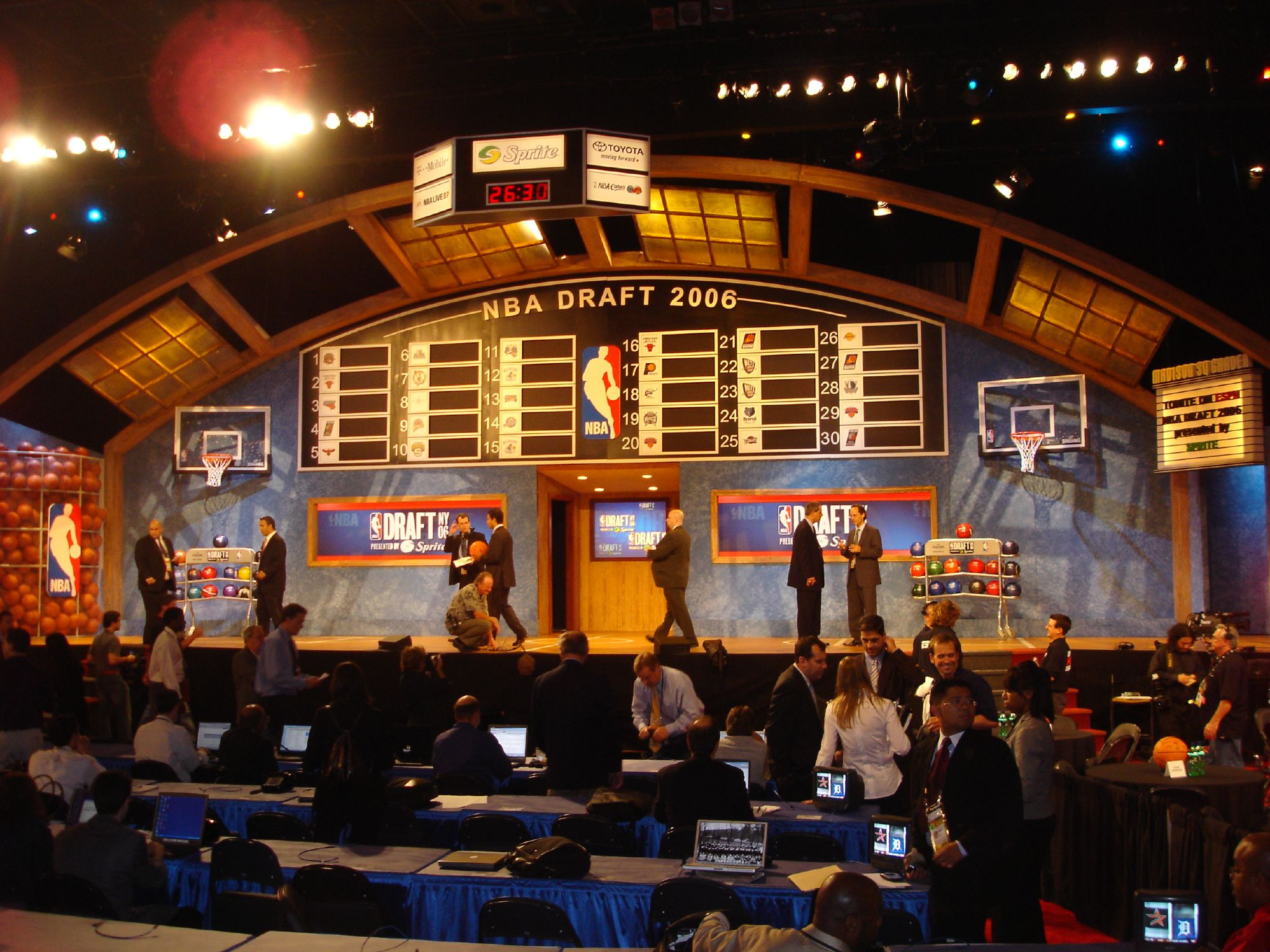
Draft da NBA de 2006.

Antes do início da temporada em meados de julho a escolha dos novos jogadores do basquete profissional da NBA é feita num evento anual chamado draft. As equipes com piores campanhas na temporada anterior tem vantagem no sorteio para decidir quem escolhe os primeiros do ranking elaborado durante o campeonato universitário. Após o recrutamento, que é feito em duas fases, 60 jogadores são incorporados a NBA, mas só os que foram selecionados com as melhores escolhas (primeira rodada) têm um contrato garantido.

#### Primeiras escolhas nos últimos Drafts
- Draft da NBA de 2000 - Kenyon Martin, New Jersey Nets
- Draft da NBA de 2001 - Kwame Brown, Washington Wizards
- Draft da NBA de 2002 - Yao Ming, Houston Rockets
- Draft da NBA de 2003 - LeBron James, Cleveland Cavaliers
- Draft da NBA de 2004 - Dwight Howard, Orlando Magic
- Draft da NBA de 2005 - Andrew Bogut, Milwaukee Bucks
- Draft da NBA de 2006 - Andrea Bargnani, Toronto Raptors
- Draft da NBA de 2007 - Greg Oden, Portland Trail Blazers
- Draft da NBA de 2008 - Derrick Rose, Chicago Bulls
- Draft da NBA de 2009 - Blake Griffin, Los Angeles Clippers
- Draft da NBA de 2010 - John Wall, Washington Wizards
- Draft da NBA de 2011 - Kyrie Irving, Cleveland Cavaliers
- Draft da NBA de 2012 - Anthony Davis, New Orleans Hornets
- Draft da NBA de 2013 - Anthony Bennett, Cleveland Cavaliers
- Draft da NBA de 2014 - Andrew Wiggins, Cleveland Cavaliers
- Draft da NBA de 2015 - Karl-Anthony Towns, Minnesota Timberwolves
- Draft da NBA de 2016 - Ben Simmons, Philadelphia 76ers
- Draft da NBA de 2017 - Markelle Fultz, Philadelphia 76ers
- Draft da NBA de 2018 - DeAndre Ayton, Phoenix Suns
- Draft da NBA de 2019 - Zion Williamson, New Orleans Pelicans
- Draft da NBA de 2020 - Anthony Edwards, Minnesota Timberwolves
- Draft da NBA de 2021 - Cade Cunningham, Detroit Pistons
- Draft da NBA de 2022 - Paolo Banchero, Orlando Magic
- Draft da NBA de 2023 - Victor Wembanyama, San Antonio Spurs

### Temporada regular
Começa em meados de outubro e segue até meados de abril do ano seguinte. Cada time joga 82 jogos contra todos os outros, sendo que pode enfrentar alguns times 3 ou 4 vezes, contra times da mesma divisão são sempre 4 jogos, das outras divisões usa-se um sistema dependendo de quantas vezes enfrentou aquele time nas temporadas anteriores. Apesar disso o sistema de pontuação que classifica para os playoffs é válido apenas para as equipes da mesma conferência.

### Playoffs
Os playoffs (ou mata-mata) começam em meados de abril e seguem até meados de maio. São séries "melhor-de-sete" compostas por 8 times em cada conferência. O primeiro colocado de cada conferência enfrenta o último, o segundo o penúltimo, o terceiro o antepenúltimo e assim sucessivamente. Os três campeões de divisão tem direito a ficar entre os quatro primeiros para mais jogos em casa, embora um time que tenha ficado em segundo na sua divisão mas com resultado melhor que um líder de outra possa ter um posicionamento melhor. Os jogos são realizados de tal maneira: os dois primeiros na cidade do time de melhor campanha, seguido por dois jogos na cidade do outro time. Caso faça-se necessário outras partidas elas serão disputadas alternadamente entre as cidades, sendo o time de melhor campanha o favorecido.

### Finais
As finais da NBA são realizadas sempre em meados de junho. É disputada pelo campeão da Conferência Leste versus o campeão da Conferência Oeste. Assim como os playoffs também é disputada em uma série "melhor-de-sete". Tem a vantagem no mando de quadra o time de melhor campanha na temporada regular, disputando em casa as duas primeiras partidas e, se necessários, os jogos cinco e sete.

## Teto salarial
Para evitar a supremacia das equipes mais ricas (como os Boston Celtics e seus 8 títulos consecutivos nos anos 1960), a liga criou um teto salarial que impede as equipes de gastar mais do que um certo valor com salários. Sendo assim uma equipe dificilmente conseguiria manter os maiores craques da atualidade por muito tempo pois com a valorização dos campeões estes querendo maiores salários obrigariam outros a receberem menores salários.
O sistema é muito complexo e possui várias exceções:
- Uma vez que a equipe estourou o teto salarial, ela somente pode assinar contratos com agentes livres pagando o salário mínimo da liga e com os rookies que ela selecionou no draft;
- Cada equipe dispõe também do Low Level Exception (LLE) e do Mid Level Exception (MLE), colocando a disposição respectivamente 1M $ e 5M $ a fim de assinar com um ou vários jogadores sem ter em conta a soma dos salários;
- A exceção Larry Bird permite a uma equipe prolongar o contrato de um jogador sem levar em conta o teto salarial. Esta exceção foi instaurada quando da renovação do contrato do Larry Bird com os Boston Celtics.

Além disso, os contratos dos jogadores são protegidos: se um jogador é demitido antes do fim do seu contrato, ele tem direito de receber os meses restantes (o contrário, por exemplo, da NFL), e o seu salário continua valendo para a soma salarial até o fim da temporada.
As equipes são obrigadas a respeitar uma soma salarial mínima também. Existe também além do salary cap um outro teto, muito mais duro: se a soma dos salários do clube ultrapassa 57,7 milhões de dólares, o valor além deste limite sofre uma taxa proporcional com o valor ultrapassado. Esta taxa é chamada de Luxury tax.

## All-Star Game

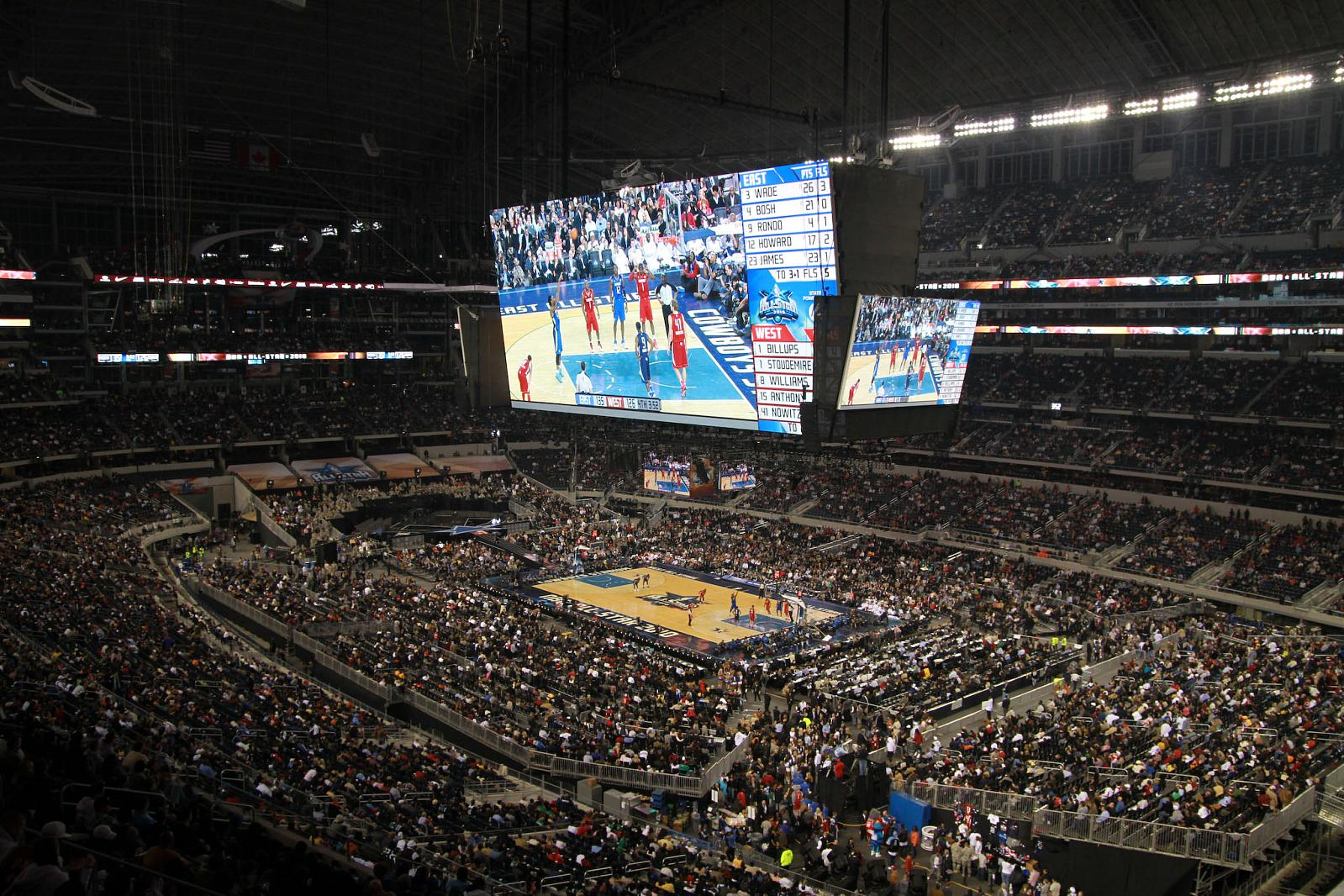
NBA All-Star Game de 2010 no Cowboys Stadium.

Desde 1951 é realizado um jogo amigável chamado NBA All-Star Game. Ele é disputado após ocorrer um draft pelos capitães dos respectivos times através do voto popular, então há o confronto entre o time de um capitão contra o outro. Ele marca tradicionalmente a metade da temporada regular da liga e é disputado em três dias. Na história, a Conferência Leste venceu 37 vezes o All-Star Game, contra 29 vitórias da Conferência Oeste.

## Prêmios
Diversos prêmios são dados ao fim da temporada regular. O mais importante é o de MVP (Most Valuable Player), concedido ao jogador que é considerado, por votação entre jornalistas, o melhor da Liga na temporada regular. Após as finais, também ocorre uma eleição para o MVP da série final.

## Campeões

### Títulos por franquias
| Franquias    | Conquistas | Temporadas dos Títulos |
| ------------ | ---------- | --- |
| Celtics      | 18         | 1956-57 / 1958-59 / 1959-60 / 1960-61 / 1961-62 / 1962-63 / 1963-64 / 1964-65 / 1965-66 / 1967-68 / 1968-69 / 1973-74 / 1975-76 / 1980-81 / 1983-84 / 1985-86 / 2007-08 / 2023-24 |
| Lakers       | 17         | 1948-49 / 1949-50 / 1951-52 / 1952-53 / 1953-54 / 1971-72 / 1979-80 / 1981-82 / 1984-85 / 1986-87 / 1987-88 / 1999-00 / 2000-01 / 2001-02 / 2008-09 / 2009-10 / 2019-20           |
| Warriors     | 7          | 1946-47 / 1955-56 / 1974-75 / 2014-15 / 2016-17 / 2017-18 / 2021-22 |
| Bulls        | 6          | 1990-91 / 1991-92 / 1992-93 / 1995-96 / 1996-97 / 1997-98 |
| Spurs        | 5          | 1998-99 / 2002-03 / 2004-05 / 2006-07 / 2013-14 |
| Pistons      | 3          | 1988-89 / 1989-90 / 2003-04 |
| 76ers        | 3          | 1954-55 / 1966-67 / 1982-83 |
| Heat         | 3          | 2005-06 / 2011-12 / 2012-13 |
| Bucks        | 2          | 1970-71 / 2020-21 |
| Knicks       | 2          | 1969-70 / 1972-73 |
| Rockets      | 2          | 1993-94 / 1994-95 |
| Cavaliers    | 1          | 2015-16 |
| Mavericks    | 1          | 2010-11 |
| Supersonicsc | 1          | 1978-79 |
| Wizards      | 1          | 1977-78 |
| Blazers      | 1          | 1976-77 |
| Hawks        | 1          | 1957-58 |
| Kings        | 1          | 1950-51 |
| Bullets      | 1          | 1947-48 |
| Raptors      | 1          | 2018-19 |
| Nuggets      | 1          | 2022–23 |
| Thunder      | 1          | 2024–25 |

### Títulos por equipes
| Equipe                   | Conquistas | Vice | Temporadas dos Títulos |
| ------------------------ | ---------- | ---- | --- |
| Boston Celtics           | 18         | 5    | 1956-57 / 1958-59 / 1959-60 / 1960-61 / 1961-62 / 1962-63 / 1963-64 / 1964-65 / 1965-66 / 1967-68 / 1968-69 / 1973-74 / 1975-76 / 1980-81 / 1983-84 / 1985-86 / 2007-08 / 2023-24 |
| Los Angeles Lakers[a]    | 17         | 15   | 1948-49 / 1949-50 / 1951-52 / 1952-53 / 1953-54 / 1971-72 / 1979-80 / 1981-82 / 1984-85 / 1986-87 / 1987-88 / 1999-00 / 2000-01 / 2001-02 / 2008-09 / 2009-10 / 2019-20           |
| Golden State Warriors[b] | 7          | 4    | 1946-47 / 1955-56/ 1974-75 / 2014-15 / 2016-17 / 2017-18 / 2021-22 |
| Chicago Bulls            | 6          | 0    | 1990-91 / 1991-92 / 1992-93 / 1995-96 / 1996-97 / 1997-98 |
| San Antonio Spurs        | 5          | 1    | 1998-99 / 2002-03 / 2004-05 / 2006-07 / 2013-14 |
| Philadelphia 76ers[c]    | 3          | 6    | 1954-55 / 1966-67 / 1982-83 |
| Detroit Pistons          | 3          | 4    | 1988-89 / 1989-90 / 2003-04 |
| Miami Heat               | 3          | 4    | 2005-06 / 2011-12 / 2012-13 |
| New York Knicks          | 2          | 6    | 1969-70 / 1972-73 |
| Oklahoma City Thunder[f] | 2          | 3    | 1978-79 / 2024–25 |
| Houston Rockets          | 2          | 2    | 1993-94 / 1994-95 |
| Milwaukee Bucks          | 2          | 1    | 1970-71 / 2020-21 |
| Cleveland Cavaliers      | 1          | 4    | 2015-16 |
| Atlanta Hawks[d]         | 1          | 3    | 1957-58 |
| Washington Wizards[e]    | 1          | 3    | 1977-78 |
| Portland Trail Blazers   | 1          | 2    | 1976-77 |
| Dallas Mavericks         | 1          | 2    | 2010-11 |
| Baltimore Bullets[j]     | 1          | 0    | 1947-48 |
| Sacramento Kings[g]      | 1          | 0    | 1950-51 |
| Toronto Raptors          | 1          | 0    | 2018-19 |
| Denver Nuggets           | 1          | 0    | 2022–23 |
| Phoenix Suns             | 0          | 3    | |
| Brooklyn Nets[h]         | 0          | 2    | |
| Orlando Magic            | 0          | 2    | |
| Utah Jazz[i]             | 0          | 2    | |
| Indiana Pacers           | 0          | 2    | |
| Chicago Stags[j]         | 0          | 1    | |
| Washington Capitols[j]   | 0          | 1    | |

- a  Até 1960, Minneapolis Lakers.
- b  Até 1971, Philadelphia Warriors.
- c  Até 1963, Syracuse Nationals.
- d  Até 1968, St. Louis Hawks.
- e  Até 1997, Washington Bullets. Antigo Baltimore Bullets
- f  Até 2009, Seattle Supersonics.
- g  Até 1976, Rochester Royals.
- h  Até 2012, New Jersey Nets
- i  Até 1974, New Orleans Jazz
- j  Equipe Extinta

Times que ainda não participaram da final:
- Charlotte Hornets (antigo Charlotte Bobcats)
- Los Angeles Clippers (antigos Buffalo Braves, San Diego Clippers)
- Memphis Grizzlies (antigo Vancouver Grizzlies)
- Minnesota Timberwolves
- New Orleans Pelicans (antigo New Orleans Hornets, New Orleans/Oklahoma City Hornets)